# السقوط (فلم 1990)
السقوط هو فيلم تشويق وإثارة مصري من إخراج عادل الأعصر وبطولة مديحة كامل، فاروق الفيشاوي، عايدة رياض، محمد خيري، محمد الشرقاوي ونعيمة الصغير، صدر الفيلم في 24 سبتمبر 1990.

## قصة الفيلم
حسن (فاروق الفيشاوي)، وتوحيدة (مديحة كامل)، موظفان يعملان في البريد، يسترقان السمع على أحاديث المتصلين عبر الهاتف، ويقومون باستغلال هذه الميزة في ابتزاز المتصلين، وانتزاع الأموال منهم، لكي لا يبلغوا عنهم.
تعيش توحيدة مع أمها (نعيمة الصغير)، وأختها عفاف (راندا). يجبرهما مالك العقار على المغادرة، فيلجؤون إلى شقة بدير (محمد الشرقاوي)، صديق حسن، وينتقل بدير للعيش فوق السطح مع صديقه حسن. ويتزوج حسن من توحيدة، التي تقرر التوبة من التلصص على المكالمات االهاتفية، إلاّ أن حسن يقرر الاستمرار في ذلك، خصوصاً مع تزايد تكاليف الحياة.
يقوم حسن بالتلصص على خليل (أحمد لوكسر)، وهو مدير شركة حكومية فاسد، وعلى زوجته (عايدة رياض)، وهما يملكان بالباطن شركة خاصة لتجارة الحديد. ويعلم حسن من المكالمات أن زوجة خليل تخونه مع فريد (محمد خيري)، مدير الشركة الخاصة. وفي البداية يقوم حسن بابتزاز فريد، وزوجة خليل التي تتظاهر بالرضوخ مؤقتاً ، وبإعطائه صكوك بقيمة مليون جنيه. لكن رجال فريد يضربون حسن، ويأخذون نسخة من شرائط المكالمات منه.
يقوم حسن بإسماع خليل مكالمة الخيانة بين زوجته، وبين فريد، فيقوم بقتل فريد، وتهرب الزوجة. وأثناء قيام حسن وزوجته توحيدة بصرف الصكوك، تقوم زوجة خليل بقتل توحيدة خطأً وهي تقصد حسن، وتموت توحيدة بين ذراعي حسن!

## طاقم العمل
- مديحة كامل بدور توحيده
- فاروق الفيشاوي بدور حسن
- عايدة رياض بدور زوجة خليل
- محمد خيري بدور فريد
- محمد الشرقاوي بدور بدير
- نعيمة الصغير بدور أم توحيده
- أحمد لوكسر بدور خليل

## وصلات خارجية
- مقالات تستعمل روابط فنية بلا صلة مع ويكي بيانات
- السقوط على موقع الدهليز